# Rodrigo Chaves Robles
Rodrigo Chaves Robles, né le 10 juin 1961 à San José, est un économiste et homme d'État costaricien, président de la République depuis le 8 mai 2022. 
Ministre des Finances au sein du gouvernement de Carlos Alvarado entre octobre 2019 et mai 2020, il se présente à l'élection présidentielle de 2022, qu'il remporte au second tour avec 52,85 % des voix face à l'ancien président José María Figueres Olsen.

## Biographie
Rodrigo Chaves Robles naît le 10 juin 1961 à Carmen, dans le canton de San José. Après des études aux États-Unis, il obtient un doctorat en économie de l'Université d'État de l'Ohio et occupe ensuite plusieurs fonctions à la Banque mondiale durant 27 ans et dans plus de 45 pays. 
Peu avant sa nomination en 2019 comme ministre des Finances, il occupe la fonction de directeur de la Banque mondiale en Indonésie, qu'il quitte à la suite d'une sanction pour « comportement déplacé » envers les femmes, avant d'être nommé au gouvernement deux jours après sa démission,. Plusieurs de ses collaboratrices avaient dénoncé son comportement, ce qu'une enquête interne menée par l’organisme a ensuite confirmé.

### Ministre des Finances
Nommé au ministère des Finances en 2019 dans le gouvernement de Carlos Alvarado, Rodrigo Chaves Robles se fait connaître pour plusieurs controverses l'opposant au président Alvarado, notamment pour avoir proposé l'instauration d'une taxe de solidarité sur les salaires supérieurs à 500 000 colóns en soutien à ceux qui ont perdu leur travail à cause de l'épidémie de Covid-19, ainsi que pour son appel au veto d'une loi dispensant les municipalités des mesures de rigueur budgétaire prises en 2018. Ces divergences ont fini par mener à sa démission le 28 mai 2020, Alvarado ayant jugé leurs différends « irréconciliables ».

### Président de la République

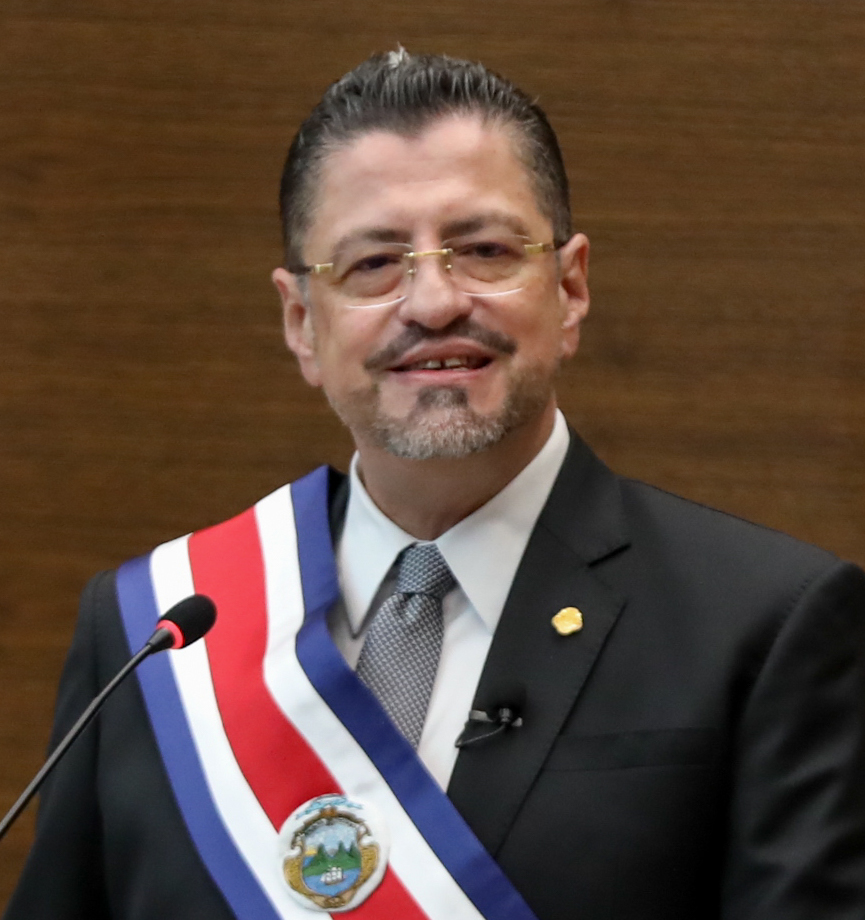
Rodrigo Chaves Robles en 2022

Chaves Robles annonce en juillet 2021 se présenter sous l'étiquette du Parti progrès social démocratique (PPSD) comme candidat à l'élection présidentielle. Il fait campagne sur le thème du changement face aux trois principaux partis du pays, tout en mettant en avant son rejet des deux extrêmes de l'échiquier politique. 
Durant sa campagne, il propose un plan en cinq étapes pour réduire le coût de la vie. en supprimant les taxes sur les aliments de base et les articles ménagers, de baisser le prix du riz et de l'électricité, en éliminant les monopoles et en aidant les agriculteurs. Affirmant vouloir « nettoyer » le Costa Rica, il axe son programme sur la lutte contre la corruption et la mauvaise gestion, principales causes selon lui de l'appauvrissement du pays. Il est favorable à une stricte interdiction de l'avortement, y compris en cas de viol. Il est également fermement opposé à l'euthanasie et aux mariages homosexuels (lesquels sont cependant autorisés au Costa Rica depuis 2020).
Avec 16, 8 % des voix, il est qualifié pour le second tour. « Une partie de la population ne fait plus confiance aux partis traditionnels et est séduite par les discours autoritaires et messianiques, tels que celui de Chaves. Cela ne représente pas forcément beaucoup de monde, mais la fragmentation de l’offre électorale, avec 25 candidats, a permis à Chaves d’atteindre le second tour », relève Ronald Alfaro du Centre de recherches et d’études politiques de l’Université du Costa Rica.
Le 3 avril 2022, il est élu président de la République avec 52,85 % des voix, dans un contexte de forte abstention, bénéficiant de l'impopularité du gouvernement sortant et d'un scandale de corruption impliquant son adversaire au second tour, l'ancien président José María Figueres Olsen. 
Il entre en fonction le 8 mai suivant et prête serment une bible à la main et affirme dans son discours d'intronisation que « la crainte de Dieu est la base de la sagesse d'un gouvernant ». Cependant, il ne dispose pas de la majorité au Congrès, où son parti ne détient que 10 sièges sur 57, et devra donc composer avec les autres forces politiques. Il envoie un signal aux formations conservatrices en signant un accord avec un groupe de pasteurs évangéliques qui l’engage à maintenir les restrictions à la procréation médicalement assistée et à l’avortement, légal uniquement en cas de risque pour la santé des femmes.
Ses premières mesures sont de supprimer en août l'obligation vaccinale contre la Covid-19 édictée par son prédécesseur et lever toutes les restrictions sociales. Mais, estimant que la lutte contre le réchauffement climatique n’est pas une priorité, il refuse de ratifier l’accord d’Escazú, afin de « rassurer le secteur privé ». L'accord, rédigé en 2018, entérinait le droit d'accès à l'information des citoyens sur les thèmes de l’environnement, leur participation aux prises de décisions, et ouvrait la voie à l'instauration d'une justice environnementale. Il annonce aussi vouloir relancer l'exploitation des ressources minières, du gaz et du pétrole.
Il entretient durant son mandat une relation houleuse avec la presse indépendante, certains médias dénonçant un « climat de persécution ».

### Enquêtes pour abus de pouvoir et trafic d’influence[13]
Une enquête est ouverte le 17 juillet 2023 par le Parquet contre Rodrigo Chaves pour « abus de pouvoir » pour un « apparent délit d’influence contre les Finances publiques ».
Une deuxième enquête est ouverte début août 2023 contre le président et plusieurs membres du gouvernement pour « trafic d’influence ».
Le 1er juillet 2025, la Cour suprême demande à l'Assemblée nationale de lever l’immunité présidentielle de Rodrigo Chaves afin qu'il puisse être jugé pour corruption. Ce dernier est accusé d’avoir obligé une entreprise de services de communication embauchée par la présidence à verser 32 000 dollars à son ami et ancien conseiller en image Federico Cruz. Les autorités judiciaires et électorales mènent également d'autres enquêtes contre le président.